# Габу
Габу (порт. Gabú) — місто в східній частині Республіки Гвінея-Бісау, адміністративний центр континентального округу Габу. Через Габу протікає річка Калуф, притока річки Геба. Населення міста становить 37525 осіб. (2010, оцінка).

## Населення
В основному проживають представники народності фульбе, основна релігія іслам. Було столицею Імперії Каабу, яка була приєднана державою Фута-Джалон, що проіснувала до 1934 року. Габу є центром торгівлі з Гвінеєю і Сенегалом. До набуття Гвінеєю-Бісау незалежності носло назву Нова Ламего (Nova Lamego).